# Eugénie-les-Bains
Eugénie-les-Bains è un comune francese di 481 abitanti situato nel dipartimento delle Landes nella regione della Nuova Aquitania.

## Società

### Evoluzione demografica
Abitanti censiti